# Archeologický výzkum

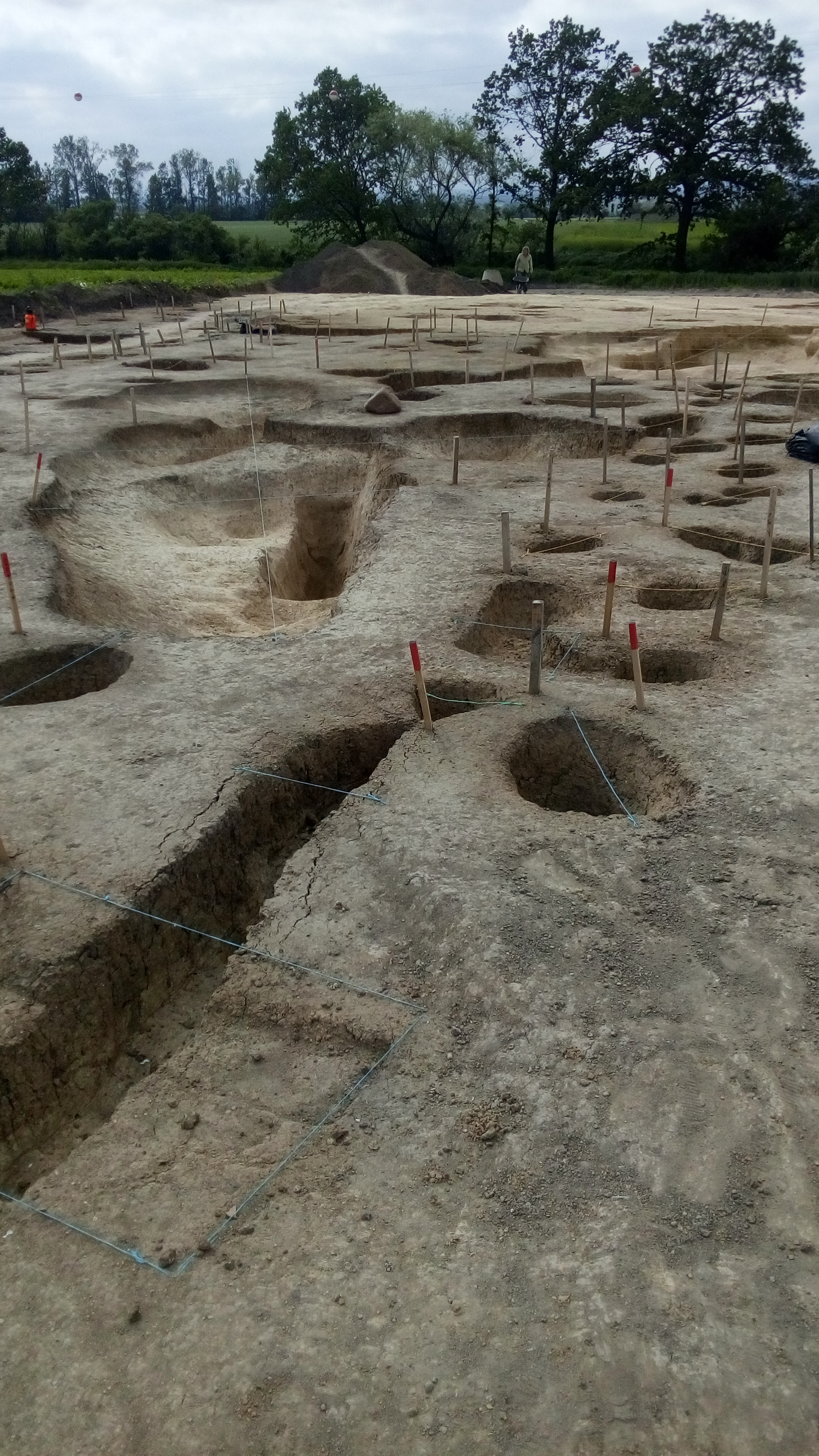
Záchranný archeologický výzkum při stavbě druhé etapy Chrudimského obchvatu

Archeologický výzkum je ucelený soubor specializovaných vědeckých činností, které zajišťují poznání, získání, uchování a dokumentaci archeologických nálezů jakožto dokladů o činnosti člověka v historii a to včetně interpretace jejich kulturní a památkové hodnoty. 

## Dělení
Podle podnětu se archeologický výzkum rozlišuje na badatelský a záchranný:
- badatelský (akademický) archeologický výzkum je vyvolán odborným záměrem a provádí se za účelem vyřešení badatelského problému
- záchranný (památkový) archeologický výzkum je vyvolán ohrožením či narušením území s archeologickými nálezy.[1] Podle současné právní úpravy je povinností každého stavebníka umožnit před zahájením stavby provedení archeologického výzkumu.[2]

Podle způsobu provedení lze rozlišit:
- Destruktivní výzkum (exkavace, odkryv) – výzkum, který zasahuje pod povrch terénu a archeologické památky nenávratně vytrhává z jejich původního uložení (tato skutečnost je nahrazována podrobnou dokumentací)
- Nedestruktivní výzkum – výzkum, který poznává archeologické památky bez fyzického kontaktu s nimi (dochází k nulovému nebo jen velmi malému narušení památek).

Od konce 20. století jsou v Evropě preferovány nedestruktivní postupy, které umožňují uchování archeologických památek pro další generace. K upřednostňování nedestruktivních metod se evropské státy zavázaly podpisem Maltské konvence. Důvodem je především fakt, že sebelepší provedení dokumentace při destruktivním archeologickém výzkumu nenahradí původní archeologickou situaci dokonale a vždy část informací nenávratně zaniká. Destruktivní archeologické výzkumy by proto měly být prováděny jen v nezbytné míře, obvykle v případech, kdy jsou archeologické památky ohroženy lidskou aktivitou (typicky stavební činností).

## Průběh
Mezi etapy archeologického výzkumu patří:
- přípravná fáze – shromáždění a vyhodnocení všech dostupných informací o archeologických památkách v zájmovém prostoru. Tyto informace jsou získávány rešerší v odborných archivech i přímo v terénu (např. prostřednictvím povrchového sběru, geofyzikálního měření, leteckého snímkování). Účelem je zmapování archeologického potenciálu dotčeného prostoru, získání lepší představy o četnosti a charakteru archeologických památek v zájmovém území a úprava dalšího postupu archeologického výzkumu (výběr vhodných metod a odborných analýz, způsobů dokumentace aj.).
- terénní fáze – vlastní práce v terénu,v případě destruktivního výzkumu tedy odkryv (exkavace) a podrobná dokumentace nálezové situace, geodetické zaměření plochy výzkumu, evidence artefaktů a ekofaktů, odběr vzorků pro odborné analýzy
- postexkavační fáze – odborné ošetření, konzervace a uložení nálezů do vhodného depozitáře, analýza odebraných vzorků, zpracování terénní dokumentace (přepis, kopie, digitalizace apod.), datování a interpretace zjištěných archeologických památek, celkové vyhodnocení výsledků výzkumu, sepsání nálezové zprávy, publikace výsledků